# میومیو عوض میشه!
میومیو عوض میشه! (انگلیسی: Pokonyan!) نام سریال انیمهٔ ژاپنی است که بین سال‌های ۱۹۹۳ تا ۱۹۹۶ پخش می‌شد. تهیه‌کنندهٔ این سریال شبکهٔ ان‌اچ‌کی ژاپن بود. این انیمیشن در دههٔ نود میلادی و خصوصاً زمانی که گرایش به نگهداری سگ راکون ژاپنی زیاد بود، بسیار محبوب بود. میومیو عوض میشه در تلویزیون ایران نیز دوبله و پخش شده بود.

## داستان سریال
میومیو گربه‌ای بامزه است که کمی شبیه به راکون نیز می‌باشد. در مواقعی که برای او و ایمی، دختر بچه خانواده مشکل یا خطری پیش می‌آید میومیو با گفتن جمله‌ای تغیر شکل می‌دهد. در هر قسمت اتفاقات جالبی برای میو میو می‌افتد. میومیو مشکلات زیادی برای ایمی به وجود می‌آورد که باعث عصبانیت او می‌شود. البته بعضی اوقات هم به او کمک می‌کند. او می‌تواند رویاهای بچه‌ها را به واقعیت مبدل کند. میو میو با بچه‌های خانواده‌ای که با آنها زندگی می‌کند ارتباط دوستانه‌ای دارد و با برآرورده کردن آرزوهایشان مسائلی را نیز به آنها آموزش می‌دهد.

## شخصیت‌ها
- میومیو: حیوانی نیمه گربه و نیمه راکون
- مینا (ایمی): دختر بچه‌ای که دوست میومیو است
- میدوری: مادر مینا
- شیگِرو: پدر مینا